# Rhabdomastix vittithorax
Rhabdomastix vittithorax là một loài ruồi trong họ Limoniidae. Chúng phân bố ở miền Australasia.